# Pars-lès-Romilly

Pars-lès-Romilly este o comună în departamentul Aube din nord-estul Franței. În 1 ianuarie 2022 avea o populație de 834 de locuitori.